# Prophétie des 70 semaines
La Prophétie des 70 semaines (ou littéralement « 70 fois 7 ») fait partie du chapitre 9 du Livre de Daniel. Elle est prononcée par l'ange Gabriel à l'attention de Daniel. Cette prophétie fait aussi bien partie de l'histoire juive que de l'eschatologie chrétienne.

## Texte
Au chapitre 9, l'auteur du livre de Daniel rapporte qu'un ange lui apparaît à la suite d'une de ses prières. Ces propos concernent le futur du peuple d'Israël.
Traduction de Samuel Cahen
22 Il me parla d'une manière instructive et dit : Daniel, maintenant je suis sorti pour t'enseigner l'intelligence.
23 Au commencement de tes supplications, la parole a été proférée, et je suis venu pour te l'annoncer, parce que tu es un favori ; sois attentif à la parole, et comprends la vision.
24 70 semaines (d'années) ont été fixées sur ton peuple et sur ta sainte ville, pour anéantir le crime, mettre fin au péché, expier l'iniquité et amener la justice éternelle, pour sceller la vision et la prophétie, et oindre le Saint des saints.
25 Sache et comprends : Depuis le prononcé de la parole de rebâtir Ierouschalaïme jusqu'au prince oint il y a sept semaines ; dans 62 semaines, la place et le fossé seront de nouveau bâtis, mais en temps calamiteux.
26 Et parmi ces 70 semaines un oint sera retranché et (il n'aura) pas (de successeur) ; un peuple, d'un prince qui viendra, détruira la ville et le sanctuaire ; sa fin (sera) dans l'inondation ; et jusqu'à la fin est décrétée la guerre des solitudes.
27 Une semaine confirmera l'alliance à plusieurs ; la moitié de la semaine fera cesser le sacrifice et l'offrande, et sur l'aile (du temple sera) l'horreur du dévastateur, jusqu'à ce que la consommation et le châtiment se répandent sur le dévastateur.

## Analyse
Daniel a écrit cette prophétie lors de sa déportation à Babylone et celle-ci a un rapport avec l'apparition du Messie, qui devait apparaitre au cours de la 69ème semaine d'année, soit au bout de 483 ans. Il reste à déterminer à partir de quand les soixante-dix semaines d'années (490 ans) ont commencé! Le Christ (Messie) devait apparaître en tant que tel dans la soixante-neuvième semaine d'année, comme le confirme Daniel 9:25 "Et sache, et comprends: Depuis la sortie de la parole pour rétablir et rebâtir Jérusalem, jusqu'au Messie, le prince, il y a sept semaines et soixante-deux semaines; la place et le fosse seront rebâtis, et cela en des temps de trouble." (Bible de Darby). Tout d'abord, les murailles de Jérusalem devaient être rebâties au bout de 7 semaines (49 ans), ensuite le Messie devait arriver 62 semaines (434 ans) plus tard. Alors quand devaient débuter ces soixante-dix semaines d'années? Un ordre devait être donné "de rétablir et de rebâtir Jérusalem jusqu'au Messie...". Quand cet ordre a-t-il été donné? Il a été donné en 455 avant notre ère, lorsque le roi Perse Artaxerxès Longue-Main, dans sa vingtième année de règne a mandaté Néhémie, échanson du roi afin qu'il parte à Jérusalem rebâtir les murailles de Jérusalem. 69 semaines d'années plus tard (483 ans) nous amènent en l'an 29 de notre ère. L'évangéliste Luc apporte des précisions quant à la date où est apparu le Messie "La quinzième année du règne de l’empereur Tibère[a], Ponce Pilate[b] était gouverneur de la Judée, Hérode régnait sur la Galilée comme tétrarque, son frère Philippe sur l’Iturée et la Trachonitide, Lysanias sur l’Abilène[c]. 2 Hanne et Caïphe étaient grands-prêtres[d]." (Luc 3:1, 2)(La Bible du Semeur). Tous ces personnages ont vécu au début du Ier siècle comme le confirme l'histoire et l'archéologie. Daniel précise que peu après la disparition du Christ "Le peuple d'un chef qui viendra détruira la ville et le sanctuaire" Daniel 9:26 (Bible de Louis Segond). Il est question ici de la seconde destruction de Jérusalem et de son temple 'Le Chef' à l'origine de ce désastre étant Titus (Chef romain devenu empereur par la suite). Le Messie promis ne pouvait pas apparaître après cet événement, car les survivants à cette destruction furent peu nombreux et dispersés dans tout l'empire romain et les archives généalogiques pouvant relier les personnes à une tribu, dont la tribu de Judas dans laquelle devait apparaître le Christ ont totalement disparu.
Cette prophétie est une ré-interprétation d'un oracle du livre de Jérémie annonçant la ruine de Babylone (25,12) et le retour de l'exil (29,10). Celui-ci annonçait la durée de la désolation en Terre sainte et de l'exil en Babylonie, châtiment infligé aux fils d'Israël infidèles à l'Alliance abrahamique : 70 années ; estimation chiffrée qu'il convient d'ailleurs de contrôler sans trop de rigueur. Or voici que le messager céleste encourage une supputation qui fixerait un terme aux nouvelles épreuves subies par la « Ville Sainte » et le « peuple de Dieu » : au temps d'Antiochos IV sans doute, un roi Séleucide qui persécuta les Judéens, mais probablement aussi, à travers celui-là, aux temps de toute persécution dont pâtiront les justes fidèles au vrai Dieu, jusqu'au triomphe final.
Ce n'est plus alors « 70 ans » qu'il faut entendre, mais « 70 semaines d'années » réparties en trois périodes : l'une de 7 (soit 49 années), achevée par l'avènement d'un « oint » qui sera un « chef » ; l'autre de 62 (soit 434 ans), à la fin de laquelle « un oint sera supprimé » ; la dernière d'une seule semaine d'années, et dont la moitié (3 ans et demi) s'écoulera avant que le dévastateur soit exterminé.

## Qumrân
Il faut remarquer ici que l'Hymne à Sion de la grotte 11 de Qumrân (11 Q Ps a) datant de l'époque préessénienne, du temps des Hassidim, fait écho très précisément à ce passage de la prophétie des semaines. Le poète s'adresse à Sion en ces termes aux lignes 16-17 :
« Puisses-tu parvenir à une justice perpétuelle et les bénédictions des notables puisses-tu recevoir ! Accepte la vision qui est dite de toi. »
Une allusion au même passage de la prophétie des semaines se rencontre aussi dans une recension légèrement différente de l'hymne à Sion dans la grotte 4 de Qumrân.
« 20 Les exilés... 21 Il les dispersera...22...70 ans...23...de sa main puissante, et Il les sauvera… »